# Димитров (Тамбовская область)
Димитрово — деревня в Мордовском районе Тамбовской области, входящая в состав Новопокровского поссовета. Соседними с Димитрово являются следующие сёла:
- Петровка
- Хопёрка
- Чемлык
- Лавровка
- Шульгино
- Политотдел

## История
- В 1858 году братья Иван и Александр Николаевичи Дерибзевы обустроили в месте, где берет начало река Чемлык скотный двор и запрудили 2 пруда.
- Переселение несколько семей крепостных. Основание деревни Дерибзево.
- Вторая половина XIX в. — заложение крупного барского сада
- 1888 г. — продажа хозяйства братьев Дерибзевых графу Орлову-Давыдову, которое входит в состав Шульгинского отделения Новопокровской экономии графа.
- 1908 г. — в связи с построением в Новопокровской экономии сахарного завода начинается возделывание сахарной свёклы.
- 1918 г. — выделение Дерибзевского отделения в составе национализированной Новопокровской экономии.
- 1919 г. — организация в отделении социалистической коммуны.
- 1929 г. — вхождение Дерибзивского отделения в состав совхоза «Утиный», впоследствии им. В. И. Ленина
- 1930 г. — Переименование Дерибзевского отделения в Димитровское, а деревню в поселок Димитрово.
- 1950-е гг. построение в поселке животноводческой фермы по откорму бычков.
- 2000-е гг. Банкротство совхоза имени Ленина. Прекращение хоз деятельности в Димитрово.
- 2013 г. — Дмитровское отделение стало частью ЗАО «Пачелма»

1. ↑  Всероссийская перепись населения 2010 года. 9. Численность населения городских округов, муниципальных районов, городских и сельских поселен